# Freccia Vallone 1989
La Freccia Vallone 1989, cinquantatreesima edizione della corsa, si svolse il 12 aprile 1989 per un percorso di 253 km da Spa al muro di Huy. Fu vinta dal belga Claude Criquielion, al traguardo in 6h29'30" alla media di 38,973 km/h.
Dei 179 ciclisti alla partenza furono in 63 a portare a termine il percorso.

## Ordine d'arrivo (Top 10)
| Pos. | Corridore          | Squadra     | Tempo    |
| ---- | ------------------ | ----------- | -------- |
| 1    | Claude Criquielion | Hitachi-VTM | 6h29'30" |
| 2    | Steven Rooks       | PDM         | a 13"    |
| 3    | Wim Van Eynde      | Lotto       | a 46"    |
| 4    | Sammie Moreels     | Lotto       | a 48"    |
| 5    | Marc Madiot        | Toshiba     | a 55"    |
| 6    | Ronan Pensec       | Z-Peugeot   | a 1'03"  |
| 7    | Miguel Indurain    | Reynolds    | a 1'28"  |
| 8    | Claudio Chiappucci | Carrera     | a 1'32"  |
| 9    | Jacques Decrion    | Super U     | a 1'35"  |
| 10   | Luc Roosen         | Histor      | a 1'56"  |